# Laila Pakalniņa
Laila Pakalniņa (ur. 4 czerwca 1962 w Lipawie) – łotewska reżyserka, scenarzystka i producentka filmowa. Jedna z czołowych postaci łotewskiego kina. Laureatka licznych nagród i autorka blisko 40 filmów fabularnych, dokumentalnych i krótkometrażowych.
Jej komediodramat Pantofelek (1998) był twórczą wariacją na temat opowieści o Kopciuszku, przeniesioną w realia łotewskiego miasteczka nadmorskiego z lat 50. Film miał swoją premierę w sekcji "Un Certain Regard" na 51. MFF w Cannes. Inna fabuła reżyserki, Pyton (2003), zaprezentowana została w sekcji "Controcorrente" na 60. MFF w Wenecji.